# Сент-Бернард (приход)
Сент-Берна́рд (англ. Saint Bernard Parish, фр. Paroisse de Saint-Bernard, Сен-Берна́р) — приход штата Луизиана, США. Официально образован в 1807 году. По состоянию на 2013 год, численность населения составляла 43 482 человека.

## География

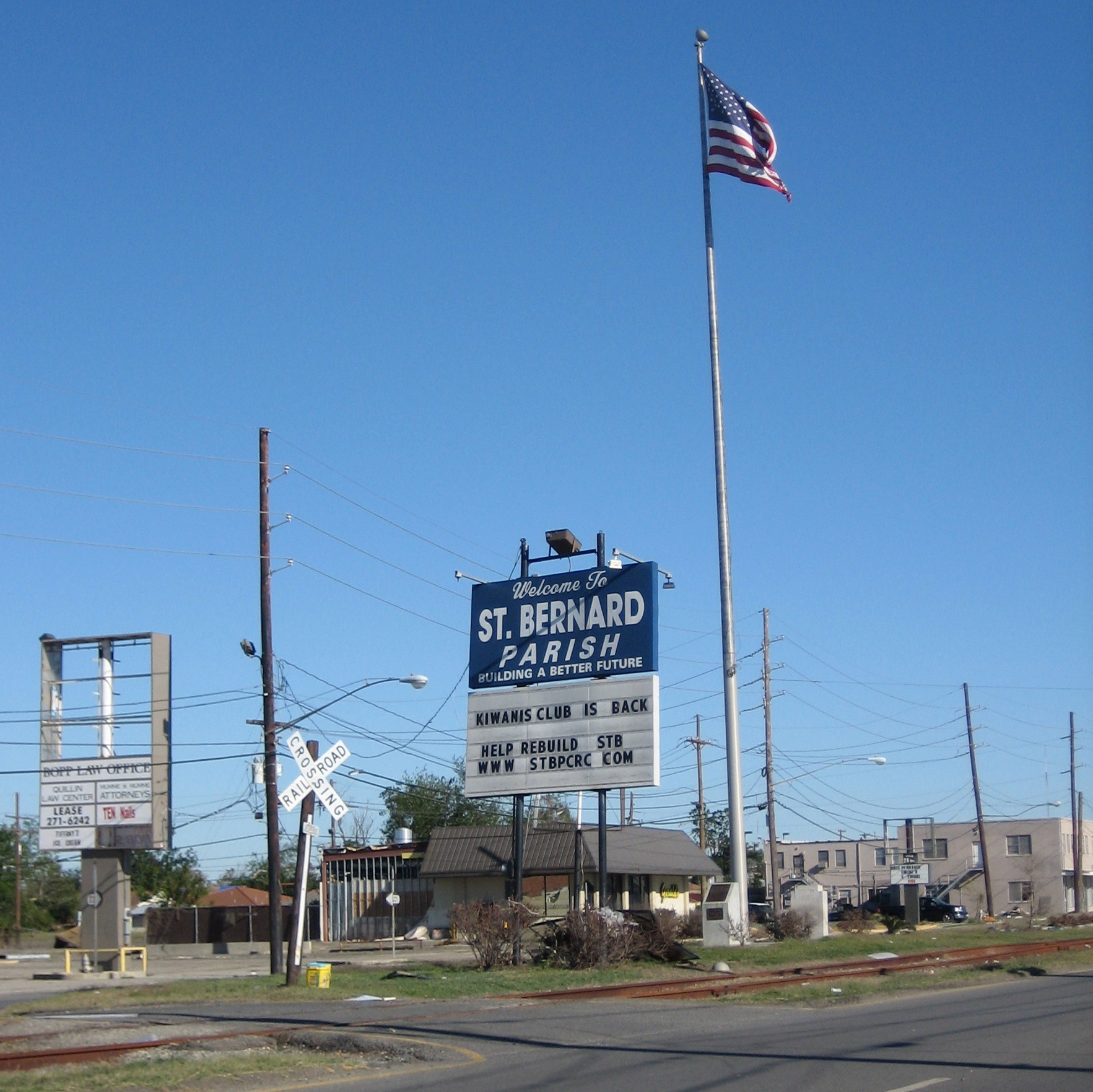
Приветствие на въезде в приход

По данным Бюро переписи США, общая площадь прихода равняется 5 589,226 км2, из которых 979,021 км2 — суша, и 4 612,795 км2, или 83,000 % — это водоёмы.

## Население
По данным переписи населения 2000 года на территории прихода проживает 67 229 жителей в составе 25 123 домашних хозяйств и 18 289 семей. Плотность населения составляет 56,00 человек на км2. На территории прихода насчитывается 26 790 жилых строений, при плотности застройки около 22,00-х строений на км2. Расовый состав населения: белые — 88,29 %, афроамериканцы — 7,62 %, коренные американцы (индейцы) — 0,49 %, азиаты — 1,32 %, гавайцы — 0,02 %, представители других рас — 0,73 %, представители двух или более рас — 1,52 %. Испаноязычные составляли 5,09 % населения независимо от расы.
В составе 33,70 % из общего числа домашних хозяйств проживают дети в возрасте до 18 лет, 53,40 % домашних хозяйств представляют собой супружеские пары, проживающие вместе, 14,60 % домашних хозяйств представляют собой одиноких женщин без супруга, 27,20 % домашних хозяйств не имеют отношения к семьям, 22,90 % домашних хозяйств состоят из одного человека, 10,10 % домашних хозяйств состоят из престарелых (65 лет и старше), проживающих в одиночестве. Средний размер домашнего хозяйства составляет 2,64 человека, и средний размер семьи 3,12 человека.
Возрастной состав прихода: 25,20 % моложе 18 лет, 9,20 % от 18 до 24, 29,20 % от 25 до 44, 22,60 % от 45 до 64 и 22,60 % от 65 и старше. Средний возраст жителя прихода 37 лет. На каждые 100 женщин приходится 93,60 мужчин. На каждые 100 женщин старше 18 лет приходится 90,10 мужчин.
Средний доход на домохозяйство прихода составлял 35 939 USD, на семью — 42 785 USD. Среднестатистический заработок мужчины был 34 303 USD против 24 009 USD для женщины. Доход на душу населения составлял 16 718 USD. Около 10,50 % семей и 13,10 % общего населения находились ниже черты бедности, в том числе — 16,50 % молодёжи (тех, кому ещё не исполнилось 18 лет) и 11,40 % тех, кому было уже больше 65 лет.